# Dermestes gyllenhalii
Dermestes gyllenhalii là một loài bọ cánh cứng trong họ Dermestidae. Loài này được Laporte miêu tả khoa học năm 1840.